# Gonomyia furcilla
Gonomyia furcilla är en tvåvingeart som beskrevs av Alexander 1953. Gonomyia furcilla ingår i släktet Gonomyia och familjen småharkrankar.
Artens utbredningsområde är Madagaskar. Inga underarter finns listade i Catalogue of Life.